# Кент
Кент (енгл. Kent) је округ у југоисточној Енглеској. Граничи се са Источним Сасексом, Саријем и Ширим Лондоном, а границу са Есексом представља средина естуара реке Темзе. Главни град округа је град Мејдстон, док су статус града носили Рочестер и Кентербери, при чему је само овај други тај статус задржао и до данас.
Услед тога што се налази између Лондона и континента, Кент је био поприште неколико војних сукоба, попут Битке за Британију у Другом светском рату. Енглеска се често током последњих осаммсто година ослањала на луке у Кенту из којих су испловљавали ратни бродови, а неке од њих су имале и веома важну безбедносну улогу.
У Кенту је значајна производња цемента и папира, као и производња авиона, која је у последње време у паду. Кент је, због пуно зеленила, познат као Башта Енглеске (енгл. The Garden of England), а то име се често користи када се рекламира сам округ или неки производи који долазе из њега. Француска се, за време ведрих дана, јасно може видети из Фокстона и са чувених Белих клифова Довера.